# ماريوس دابروفسكي
ماريوس دابروفسكي (بالبولندية: Mariusz Dąbrowski)‏ هو مصارع رياضي بولندي، ولد في 18 نوفمبر 1976 في كشالين في بولندا.

## وصلات خارجية
- ماريوس دابروفسكي على موقع قاعدة بيانات المصارعة الدولية (الإنجليزية)
- ماريوس دابروفسكي على موقع أوليمبيديا (الإنجليزية)
- ماريوس دابروفسكي على موقع اللجنة الأولمبية البولندية (مؤرشف) (البولندية)